# گروس‌کارلباخ
گروسکارلباخ (به آلمانی: Großkarlbach) یک شهر در آلمان است که در باد دورکهایم واقع شده‌است. گروسکارلباخ ۱٬۱۷۰ نفر جمعیت دارد.